# Thomas Heinze (Soziologe)
Thomas Heinze  (* 1974) ist ein deutscher Soziologe.

## Leben
Er erwarb 2000 bei Paul Windolf das Diplom in Soziologie in Trier, bei Dorothea Jansen und Uwe Schimank den Dr. rer. publ. 2005 in Speyer und bei Richard Münch, Hans-Peter Blossfeld und Georg Krücken den Dr. habil. 2010 in Bamberg. Seit 2011 ist er Professor für Organisationssoziologie in Wuppertal.

## Schriften (Auswahl)
- Transformation des deutschen Corporate Governance-Systems? Eine Analyse des deutschen und britischen Unternehmenskontroll-Systems unter besonderer Berücksichtigung der feindlichen Übernahme von Mannesmann durch Vodafone. 2000.
- Die Kopplung von Wissenschaft und Wirtschaft. Das Beispiel der Nanotechnologie. Frankfurt am Main 2006, ISBN 978-3-593-38173-2.
- Institutionelle Rahmenbedingungen für ein leistungsfähiges Wissenschaftssystem. 2009.
- mit Georg Krücken (Hg.): Institutionelle Erneuerungsfähigkeit der Forschung. Wiesbaden 2012, ISBN 978-3-531-18469-2.